# 薛楼板材加工园
薛楼板材加工园是位于中华人民共和国安徽省宿州市砀山县县城最南端的一个经济管理区。行政上是一个类似乡级单位。
2008年6月，由宿州市人民政府批准设立薛楼板材加工园。园区为县财政全额供给单位，正科级建制。总人口3.4万余人，面积55平方公里。

## 行政区划
下辖以下地区：
神湖一社区、神湖二社区、神湖三社区和神湖四社区。